# Herrschaft Franckenstein
Die Herrschaft Franckenstein war ein historisches Territorium im nördlichen Odenwald. Sie entstand um 1230 aus dem Besitz der Reize von Breuberg, deren Mittelpunkt die Burg Frankenstein war. Konrad II. Reiz von Breuberg und seine Ehefrau Elisabeth von Weiterstadt. nannten sich nach Erbauung der Burg fortan Franckenstein (auch Frankenstein). Die Herrschaft blieb als Kondominium bis ins Jahr 1662 im Besitz der Familie. Nach dem Verkauf der Frankensteiner an den Landgrafen Ludwig VI. (Hessen-Darmstadt) kam sie in den Besitz von Hessen-Darmstadt.

## Geschichte

### Franckenstein
Ludwig von Luetzelbach war der Ahnherr des Hauses Frankenstein und wird urkundlich im Jahr 1115 das erste Mal erwähnt, sein Nachkomme Wieknand nochmals 1160.

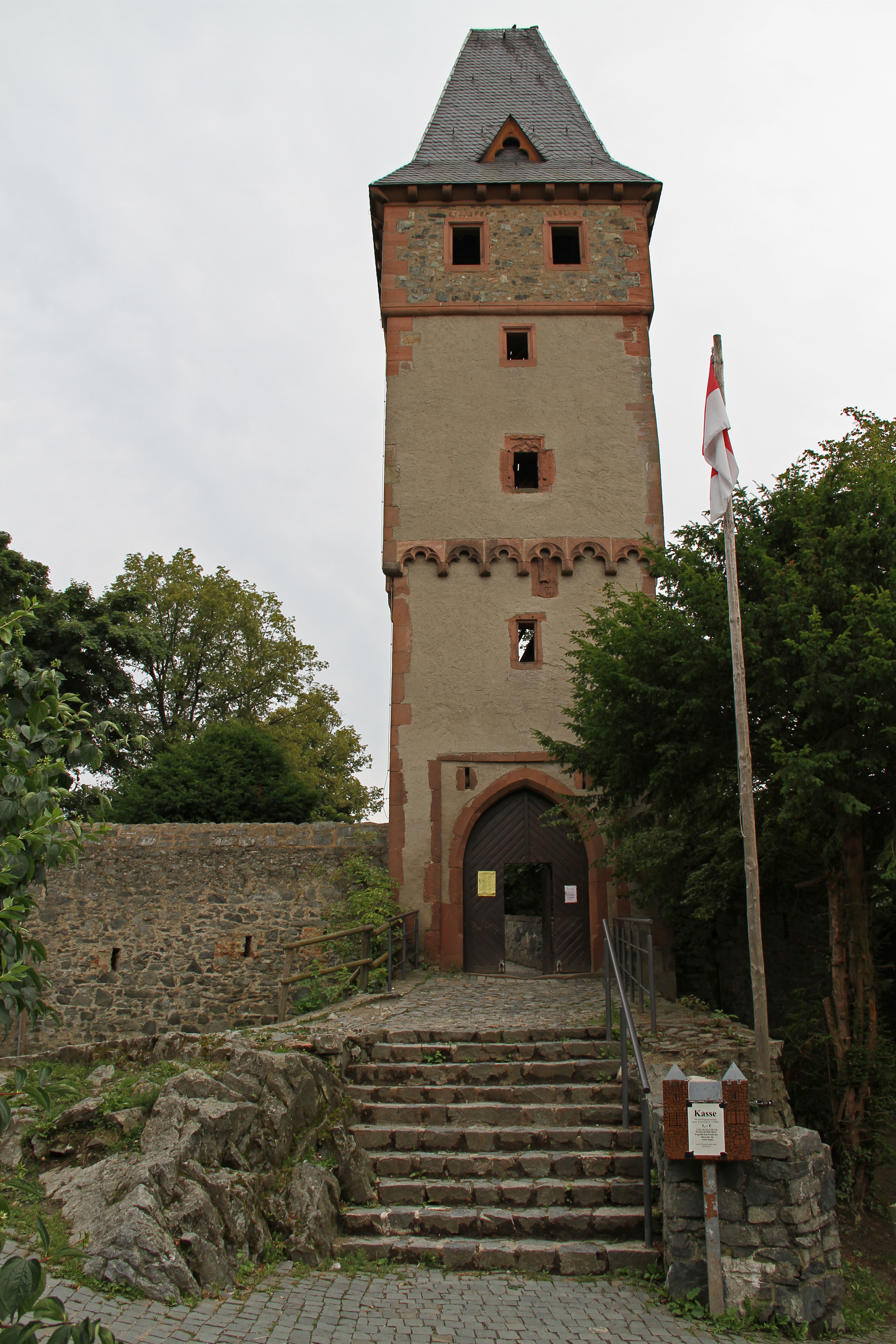
Torturm von Burg Frankenstein

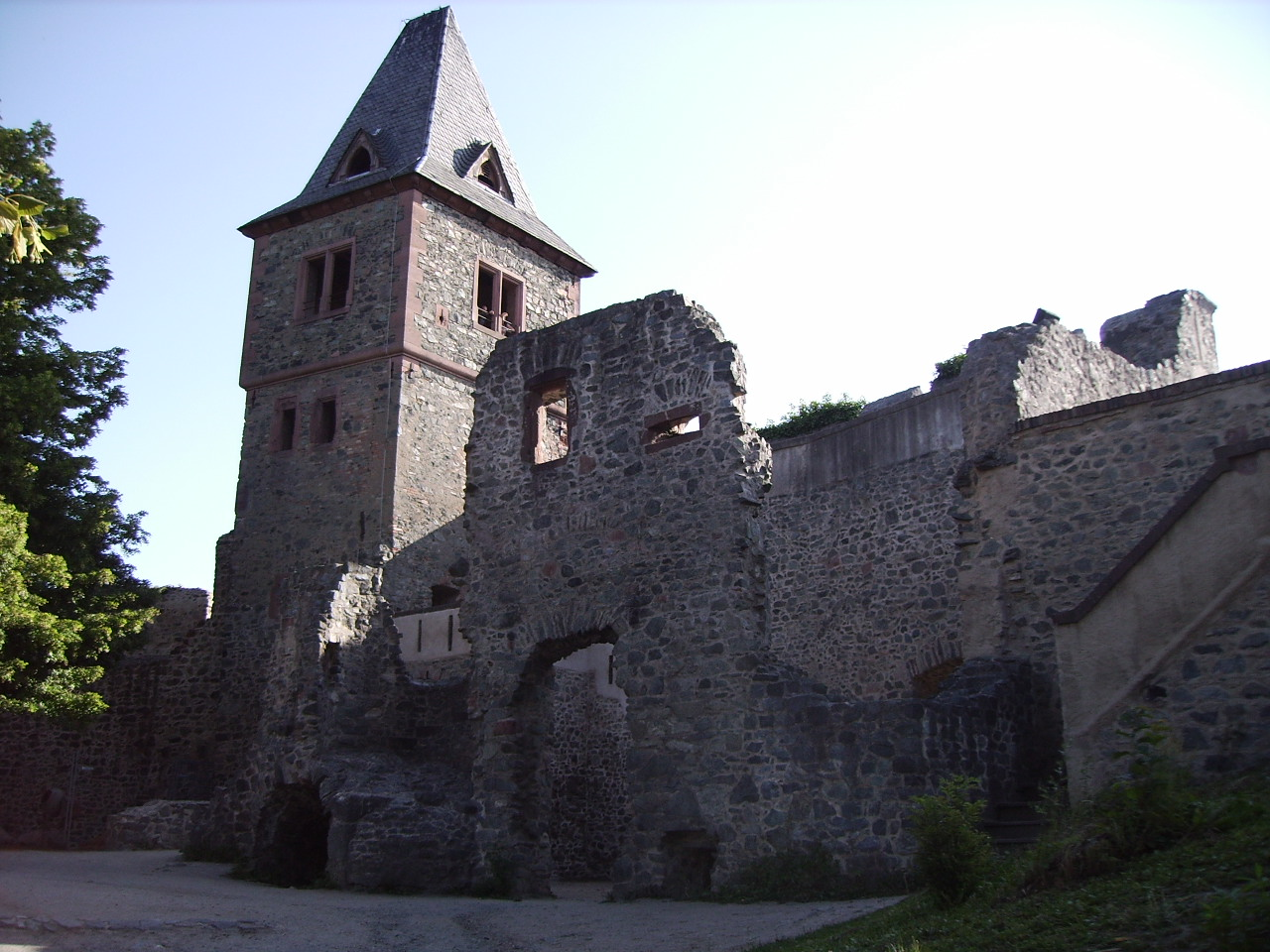
Wohnturm und Gebäuderuinen im Inneren der Burg Frankenstein

Dessen Enkel Konrad I. und seine Nachkommen erbauten um 1200 die gleichnamige Burg Breuberg und nannten sich in der Folge Herren von Breuberg. Durch die Heirat seines Sohnes Eberhard I. Reiz von Breuberg mit Mechtild (Elisabeth?), einer der fünf Erbtöchter des Landvogts Gerlach II. von Büdingen, im Jahre 1239 verlagerten sich Macht, Besitz und Interessen auch in die Wetterau, wo die Breuberger Arrois, Konrad, Gerlach und Eberhard III. nacheinander das Amt des Landvogtes der Wetterau innehatten.
Konrad II. Reiz von Breuberg bzw. Konrad I. von Frankenstein erbaute die Stammburg des Geschlechtes wahrscheinlich um 1240, benannte sich fortan nach ihr und wurde somit der Begründer der Herrschaft Frankenstein.

## Territorium
Das Herrschaftsgebiet der Frankensteiner umfasste Besitzungen in Nieder-Beerbach, Eberstadt, Ockstadt (mit Schloss Ockstadt) bei Friedberg, der Wetterau und dem Hessischen Ried.
Unter Frankensteiner Oberherrschaft (Oberherren) standen Eberstadt (heute zu Darmstadt), Nieder-Beerbach (heute zu Mühltal), Ober-Beerbach (heute zu Seeheim-Jugenheim), Schmal-Beerbach (heute zu Lautertal), Stettbach (heute zu Seeheim-Jugenheim), Allertshofen (heute zu Modautal), Bobstadt, Ockstadt sowie Teile Weiterstadts. Darüber hinaus besaßen die Frankensteiner weitere Besitz- und Herrenrechte als Burggrafen in Zwingenberg (Schloss Auerbach), Darmstadt, Groß-Gerau (Schloss Dornberg), Bensheim und Frankfurt am Main, an welche heute noch der Frankensteiner Platz und Frankensteiner Straße im Stadtteil Sachsenhausen erinnern.
Das Herrschaftsgebiet im nördlichen Odenwald war mit Beginn der urkundlichen Überlieferung im Jahre 1252 wohl bereits ausgebildet. Aus der Formulierung des Dokuments „super castro in frangenstein“ („auf der Burg in Frankenstein“) geht jedoch hervor, dass die Burg zu dieser Zeit bereits erbaut war und genutzt wurde. Die genaue Entstehungszeit ist ungewiss; Vermutungen reichen bis in fränkische Zeit zurück.

## Kondominium
Im Laufe des 14. Jahrhunderts spaltete sich das Frankensteiner Geschlecht in zwei Linien. Sie teilten daraufhin die Burg nach einem peinlich genau beschriebenen Burgfrieden von 1363. Dennoch waren stetige rechtliche Auseinandersetzungen zwischen den beiden Linien die Folge.
Um das Jahr 1400 stieg der Einfluss der Frankensteiner. Die zu klein gewordene Burg wurde um die Vorburg massiv erweitert und modernisiert. 1402 wurde die Burg, zusammen mit Nieder-Beerbach, Reichslehen bzw. reichsunmittelbar.